# Rio St. Marks

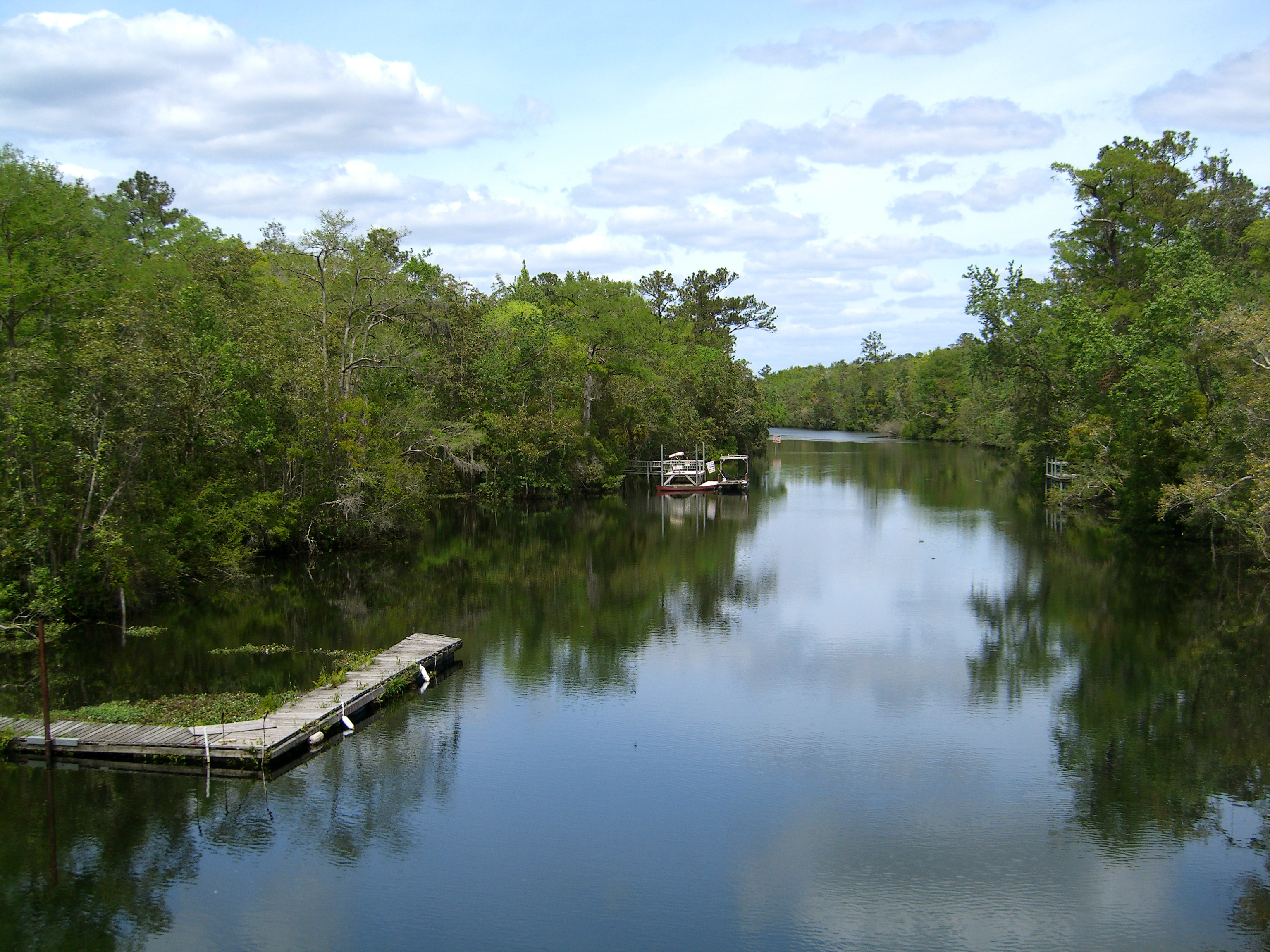
O rio St. Marks, ao norte da ponte George NeSmith em Newport, Flórida, EUA.

O rio St. Marks é um rio na região de Big Bend na Flórida. Foi classificado pelo "Florida Department of Environmental Protection" como um aquífero notável da Flórida e é o rio mais a leste do "Northwest Florida Water Management District".
O rio St. Marks começa no leste do condado de Leon, Flórida, e corre 58 km pelos condados de Leon e Wakulla até a baía Apalachee, um braço do Golfo do México. Tem uma bacia de drenagem de 1.150 milhas quadradas (3.000 km2) de tamanho. Tem um afluente significativo, o rio Wakulla.
Poucos quilômetros ao sul de sua nascente, o St. Marks passa sob um arco natural no "Natural Bridge Battlefield Historic State Park" e, em seguida, desaparece no subsolo para se tornar um rio subterrâneo por cerca de meia milha. O rio emerge no St. Marks River Rise, uma nascente de primeira magnitude com uma vazão de 433 cf/s, para passar por um trecho de rochas, formando corredeiras.